# Euryproctus turcator
Euryproctus turcator là một loài tò vò trong họ Ichneumonidae.